# Johnny Cecotto
Johnny Alberto Cecotto Persello (Caracas, Venezuela, 25. siječnja 1956.) je bivši venezuelanski vozač motociklističkih i automobilističkih utrka. 
Njegov otac bio je vlasnik trgovine motociklima i bivši motociklist, koji je osvojio venezuelansko državno prvenstvo u klasi 500cc. Prateći očev karijerni put i Johnny se počeo baviti motociklističkim utrkama u mladosti, osvojivši državno prvenstvo Venezuele u cestovnim utrkama 1973. sa 17 godina. Godine 1975. u klasi 350cc za momčad Venemotos-Yamaha, osvojio je naslov prvaka ispred Giacoma Agostinija, što ga s 19 godina čini najmlađim osvajačem u toj kategoriji. Unatoč dobrom početku karijere motociklista, pretrpio je ozljede 1977. i 1979. koje su omele njegov uspjeh u motociklističkim utrkama.
Od 1980. do 1982. se natjecao u Europskoj Formuli 2, a 1982. je za momčad March Racing osvojio titulu viceprvaka, samo jedan bod iza momčadskog kolege i prvaka Corrada Fabija. U Formuli 1 se natjecao 1983. i 1984. Najbolji rezultat ostvario je 1983. na Velikoj nagradi Sjedinjenih Američkih Država Zapad, gdje je u bolidu Theodore-Ford Cosworth osvojio šesto mjesto. Bio je prvi momčadski kolega Ayrtona Senne u Formuli 1, kada je sljedeće 1984. prešao u Toleman. Iste godine u kvalifikacijama za Veliku nagradu Velike Britanije, na stazi Brands Hatch, doživio je incident u kojem je slomio obje noge i koji je označio kraj njegove karijere u Formuli 1. Od 1985. do 1988. se natjecao u ETCC (European Touring Car Championship) prvenstvu, gdje je upisao ukupno četiri pobjede na Hockenheimringu, Zolderu, Estorilu i Österreichringu. Od 1988. do 1992. se natjecao u Deutsche Tourenwagen Masters prvenstvu, gdje je ostvario ukupno 14 pobjeda, a najbolji rezultat u konačnom poretku je postigao 1990., kada je u BMW-u osvojio titulu viceprvaka iza Hansa-Joachima Stucka. Tri puta je nastupao na utrci 24 sata Le Mansa, 1981., 1996. i 1998., no bez većih uspjeha. 
Njegov sin, Johnny Cecotto Jr., je također automobilist, koji se od 2009. do 2016. natjecao u GP2 Series prvenstvu, a 2017. u FIA Formula 2 prvenstvu.

## Uspjesi u prvenstvima

### Motociklizam
Svjetsko prvenstvo - 500cc
- trećeplasirani: 1978.

Svjetsko prvenstvo - 350cc
- prvak: 1975.
- drugoplasirani: 1976.

Formula 750
- prvak: 1978.
- trećeplasirani: 1979.

### Automobilizam
Europska Formula 2
- drugoplasirani: 1982.

ADAC GT-Cup
- prvak: 1993.

DTM
- drugoplasirani: 1990.

Super Tourenwagen Cup
- prvak: 1994., 1998.
- trećeplasirani: 1997.

V8Star Series
- prvak: 2001., 2002.

Campionato italiano Superturismo
- prvak: 1989.

## Vanjske poveznice
- Johnny Cecotto - Driver Database
- Johnny Cecotto - Racing Reference
- Johnny Cecotto - Stats F1
- Johnny Cecotto - Racing Sports Cars
- Johnny Cecotto  Arhivirana inačica izvorne stranice od 17. rujna 2021. (Wayback Machine) - MotoGP
- Johnny Cecotto - TheSports.org
- Johnny Cecotto  Arhivirana inačica izvorne stranice od 17. rujna 2021. (Wayback Machine) - motorsport-archive.com